# Крамер, Барри
Барри Д. Крамер (англ. Barry D. Kramer; 10 ноября 1942, Скенектади, Нью-Йорк — 4 января 2025) — американский баскетболист, выступавший на позиции лёгкого форварда. В 1964—1965 годах играл в Национальной баскетбольной ассоциации за команды «Сан-Франциско Уорриорз» и «Нью-Йорк Никс».

## Старшая школа и колледж
Барри Д. Крамер родился 10 ноября 1942 года в Скенектади, штат Нью-Йорк. Учился в старшей школе Линтона. Выиграл с командой два местных чемпионских титула и в выпускной год был включён в всеамериканскую сборную по версии Parade. Позже был включён в Зал славы школьного района Скенектади.
В 1960 году поступил в Нью-Йоркский университет. На третьем курсе в среднем набирал 29,3 очков за игру, что было вторым результатом в том сезоне студенческого баскетбола. Это позволило Крамеру попасть во всеамериканскую сборную и получить приз Хагерти. В следующем году был включён в 3-ю всеамериканскую сборную по версии AP и NABC. Позже был включён в Зал спортивной славы Нью-Йоркского университета.

## Профессиональная карьера
На драфте НБА 1964 года был выбран в первом раунде под общим 6-м номером командой «Сан-Франциско Уорриорз». Дебютировал 17 октября в матче против «Балтимор Буллетс», набрав шесть очков (четыре из которых со штрафной линии) и один подбор. В том же сезоне был обменян в «Нью-Йорк Никс», за которых дебютировал 16 февраля 1965 года в игре с теми же соперниками, сделав один подбор. Всего в лиге провёл 52 матча, в которых в среднем набирал 3,6 очков и 1,9 подборов. В сезоне 1969/70 выступал в конкурирующей АБА за «Нью-Йорк Нетс». 

## Последующая жизнь
В 1968 году окончил Школу права Олбани и стал адвокатом. В 1993 году был назначен губернатором штата Нью-Йорк Марио Куомо, а позже избран на должность судьи завещательного суда в родном Скенектади, а спустя десять лет был переизбран. В ноябре 2009 года Крамер был избран судьей Верховного суда штата Нью-Йорк в Четвёртом судебном округе Нью-Йорка. В том же году был признан Залом баскетбольной славы Столичного региона лучшим баскетболистом последних 50 лет. После достижения в 2012 году пенсионного возраста для судей Нью-Йорка продолжил работать, пройдя процедуру аттестации для судей пенсионного возраста. В 2014 году был избран в Национальный зал славы и музей еврейского спорта. В 2019 году присоединился к юридической фирме McNamee Lochner P.C. Скончался 4 января 2025 года в возрасте 82 лет.

## Статистика

### Статистика в НБА
| Сезон                                                                                    | Команда       | Регулярный сезон | Регулярный сезон | Регулярный сезон | Регулярный сезон | Регулярный сезон | Регулярный сезон | Регулярный сезон | Регулярный сезон | Регулярный сезон | Регулярный сезон | Регулярный сезон | Серия плей-офф | Серия плей-офф | Серия плей-офф | Серия плей-офф | Серия плей-офф | Серия плей-офф | Серия плей-офф | Серия плей-офф | Серия плей-офф | Серия плей-офф | Серия плей-офф |
| Сезон                                                                                    | Команда       | GP               | GS               | MPG              | FG%              | 3P%              | FT%              | RPG              | APG              | SPG              | BPG              | PPG              | GP             | GS             | MPG            | FG%            | 3P%            | FT%            | RPG            | APG            | SPG            | BPG            | PPG            |
| ---------------------------------------------------------------------------------------- | ------------- | ---------------- | ---------------- | ---------------- | ---------------- | ---------------- | ---------------- | ---------------- | ---------------- | ---------------- | ---------------- | ---------------- | -------------- | -------------- | -------------- | -------------- | -------------- | -------------- | -------------- | -------------- | -------------- | -------------- | -------------- |
| 1964/65                                                                                  | Сан-Франциско | 33               | 0                | 8,4              | 36,0             |                  | 68,2             | 1,8              | 0,8              |                  |                  | 3,1              | Не участвовал  | Не участвовал  | Не участвовал  | Не участвовал  | Не участвовал  | Не участвовал  | Не участвовал  | Не участвовал  | Не участвовал  | Не участвовал  | Не участвовал  |
| 1964/65                                                                                  | Нью-Йорк      | 19               | 0                | 12,2             | 31,4             |                  | 75,0             | 2,2              | 0,8              |                  |                  | 4,4              | Не участвовал  | Не участвовал  | Не участвовал  | Не участвовал  | Не участвовал  | Не участвовал  | Не участвовал  | Не участвовал  | Не участвовал  | Не участвовал  | Не участвовал  |
|                                                                                          | Всего         | 52               | 0                | 9,8              | 33,9             |                  | 71,4             | 1,9              | 0,8              |                  |                  | 3,6              | Не участвовал  | Не участвовал  | Не участвовал  | Не участвовал  | Не участвовал  | Не участвовал  | Не участвовал  | Не участвовал  | Не участвовал  | Не участвовал  | Не участвовал  |
| Наведите курсор мыши на аббревиатуры в заголовке таблицы, чтобы прочесть их расшифровку. |               |                  |                  |                  |                  |                  |                  |                  |                  |                  |                  |                  |                |                |                |                |                |                |                |                |                |                |                |